# Bartosz Slisz
Bartosz Slisz (ur. 29 marca 1999 w Rybniku) – polski piłkarz, występujący na pozycji pomocnika w amerykańskim klubie Atlanta United oraz w reprezentacji Polski. 

## Kariera klubowa

### Wczesna kariera
Karierę rozpoczynał w RKP Rybnik. Kolejnym etapem sportowej kariery było sportowe gimnazjum, w którym jako kapitan zespołu zdobył mistrzostwo Śląska. W pierwszej klasie liceum podpisał kontrakt z ROW Rybnik. Kolejnym krokiem było przejście do Zagłębia Lubin, w którym występował od sezonu 2018/2019. Na półmetku tych rozgrywek zastąpił pauzującego za nadmiar żółtych kartek Adama Matuszczyka. Wystąpił w pierwszym składzie i od tego czasu zaczął regularnie występować w podstawowym składzie lubińskiego zespołu. 

### Legia Warszawa

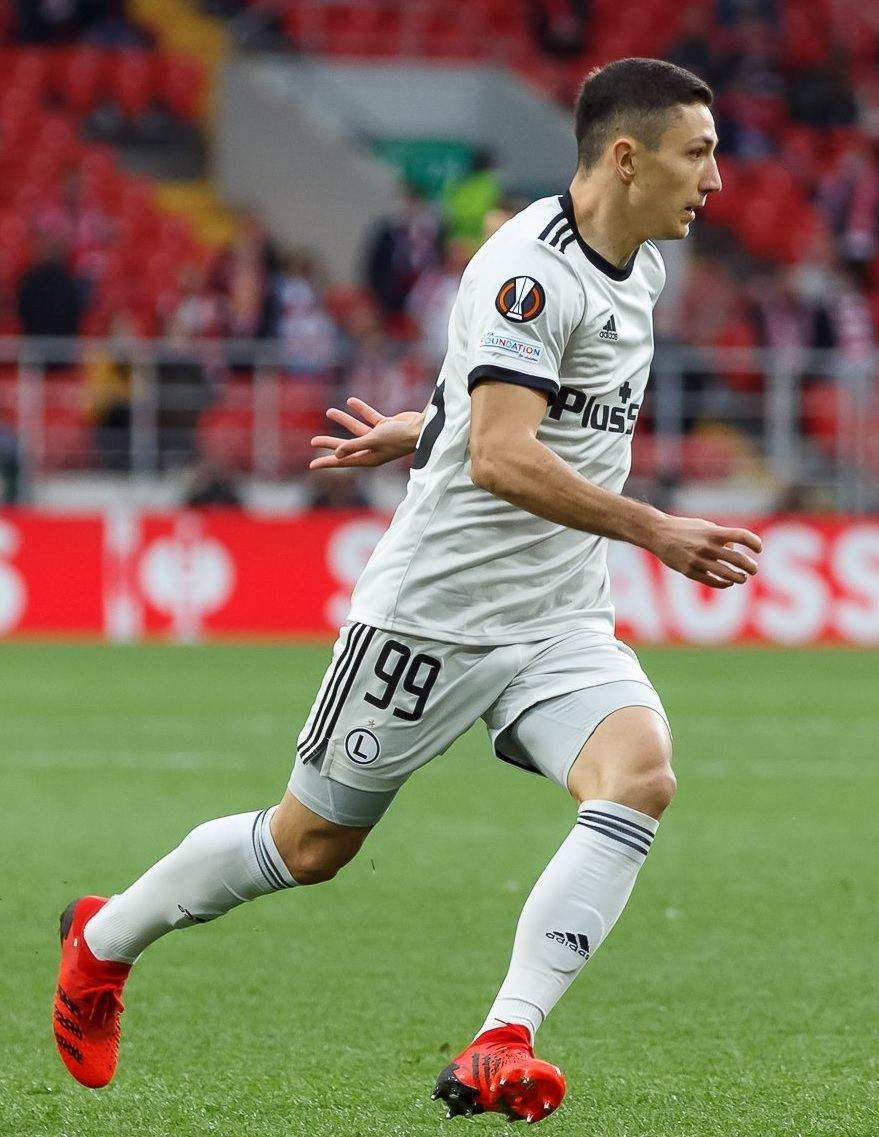
Slisz jako piłkarz Legii Warszawa w 2021

28 lutego 2020 został piłkarzem Legii Warszawa. Z warszawskim klubem podpisał kontrakt do końca 2024 roku. Stołeczny zespół zapłacił za transfer Zagłębiu Lubin 1,8 miliona euro, co stanowiło rekordową sumę za jaką polski zespół kupił piłkarza. Zawodnik występował z numerem "99" na koszulce.
4 marca 2020 zadebiutował w barwach Legii Warszawa w meczu 25. kolejki Ekstraklasy w wygranym 2:0 meczu z Lechią Gdańsk. Zawodnik w 70. minucie zastąpił na boisku Arvydasa Novikovasa. Pierwszą bramkę dla Legii zdobył 19 września 2020 w przegranym 3:1 meczu z Górnikiem Zabrze. 27 lipca zagrał w 50. meczu dla Legii, występując w wygranym 2:1 starciu przeciwko Florze Tallinn w ramach eliminacji do Ligi Mistrzów UEFA. 6 sierpnia 2023, występując w meczu Ekstraklasy z Ruchem Chorzów (3:0), rozegrał 100. ligowy mecz w barwach warszawskiego klubu. W sezonie 2023/2024 wywalczył z Legią awans do fazy pucharowej Ligi Konferencji Europy UEFA.

### Atlanta United
17 stycznia 2024 został zawodnikiem klubu Major League Soccer Atlanta United, podpisując kontrakt do końca sezonu 2028. W dniu 4 sierpnia 2024, w meczu przeciwko meksykańskiemu Santos Laguna - rozgrywanym w ramach rozgrywek Leagues Cup - Bartosz Slisz wystąpił po raz pierwszy jako kapitan Atlanta United. 

## Kariera reprezentacyjna
We wrześniu 2018 roku zadebiutował w reprezentacji Polski U-20 prowadzonej przez Jacka Magierę. Następnie, wziął udział w Mistrzostwach Świata U-20 FIFA 2019, które odbyły się w Polsce. 5 września 2021 zadebiutował w seniorskiej reprezentacji, w wyjazdowym meczu przeciwko San Marino (wygrana 7:1, Slisz wszedł na boisko w drugiej połowie). 6 czerwca 2025 roku w meczu towarzyskim z Mołdawią w 88 minucie strzelił swoją pierwszą bramkę dla reprezentacji Polski.
Bartosz Slisz znalazł się w kadrze reprezentacji Polski na Mistrzostwa Europy w Piłce Nożnej 2024. Podczas turnieju wystąpił w meczach przeciwko Holandii i Austrii.

## Statystyki

### Klubowe
(aktualne na 28 kwietnia 2024)
| Klub               | Sezon              | Liga                | Liga  | Liga   | Puchar krajowy | Puchar krajowy | UEFA / CONCACAF | UEFA / CONCACAF | Inne  | Inne   | Suma  | Suma   |
| Klub               | Sezon              | Liga                | Mecze | Bramki | Mecze          | Bramki         | Mecze           | Bramki          | Mecze | Bramki | Mecze | Bramki |
| ------------------ | ------------------ | ------------------- | ----- | ------ | -------------- | -------------- | --------------- | --------------- | ----- | ------ | ----- | ------ |
| ROW 1964 Rybnik    | 2015/2016          | II liga             | 11    | 2      | 0              | 0              | –               | –               | –     | –      | 11    | 2      |
| ROW 1964 Rybnik    | 2016/2017          | II liga             | 14    | 1      | 2              | 0              | –               | –               | –     | –      | 16    | 1      |
| ROW 1964 Rybnik    | Ogólnie            | Ogólnie             | 25    | 3      | 2              | 0              | 0               | 0               | 0     | 0      | 27    | 3      |
| Zagłębie Lubin     | 2017/2018          | Ekstraklasa         | 5     | 0      | 0              | 0              | –               | –               | –     | –      | 5     | 0      |
| Zagłębie Lubin     | 2018/2019          | Ekstraklasa         | 22    | 0      | 0              | 0              | –               | –               | –     | –      | 22    | 0      |
| Zagłębie Lubin     | 2019/2020          | Ekstraklasa         | 21    | 2      | 3              | 0              | –               | –               | –     | –      | 24    | 2      |
| Zagłębie Lubin     | Ogólnie            | Ogólnie             | 48    | 2      | 3              | 0              | 0               | 0               | 0     | 0      | 51    | 2      |
| Legia Warszawa     | 2019/2020          | Ekstraklasa         | 7     | 0      | 2              | 0              | –               | –               | –     | –      | 9     | 0      |
| 2020/2021          | 27                 | Ekstraklasa         | 2     | 4      | 1              | 4              | 0               | 0               | 0     | 35     | 3     |        |
| 2021/2022          | 32                 | Ekstraklasa         | 1     | 4      | 0              | 13             | 0               | 1               | 0     | 50     | 1     |        |
| 2022/2023          | 32                 | Ekstraklasa         | 0     | 6      | 0              | –              | –               | –               | –     | 38     | 0     |        |
| 2023/2024          | 18                 | Ekstraklasa         | 0     | 2      | 0              | 12             | 1               | 1               | 0     | 33     | 1     |        |
| Ogólnie            | Ogólnie            | 116                 | 3     | 19     | 1              | 29             | 1               | 2               | 0     | 166    | 5     |        |
| Atlanta United     | 2024               | Major League Soccer | 8     | 0      | 0              | 0              | –               | –               | –     | –      | 0     | 0      |
| Atlanta United     | Ogólnie            | Ogólnie             | 8     | 0      | 0              | 0              | 0               | 0               | 0     | 0      | 8     | 0      |
| Ogólnie w karierze | Ogólnie w karierze | Ogólnie w karierze  | 197   | 8      | 24             | 1              | 29              | 1               | 2     | 0      | 252   | 10     |

### Reprezentacyjne
(aktualne na 10 czerwca 2025)
| Reprezentacja | Rok  | Mecze | Bramki |
| ------------- | ---- | ----- | ------ |
| Polska        |      |       |        |
| 2021          | 1    | 0     |        |
| 2023          | 5    | 0     |        |
| 2024          | 8    | 0     |        |
| 2025          | 3    | 1     |        |
| Suma          | Suma | 17    | 1      |

| Mecze i gole w reprezentacji | Mecze i gole w reprezentacji | Mecze i gole w reprezentacji | Mecze i gole w reprezentacji | Mecze i gole w reprezentacji | Mecze i gole w reprezentacji | Mecze i gole w reprezentacji |
| Lp.                          | Data                         | Miasto                       | Przeciwnik                   | Gol                          | Wynik                        | Rozgrywki                    |
| ---------------------------- | ---------------------------- | ---------------------------- | ---------------------------- | ---------------------------- | ---------------------------- | ---------------------------- |
| 1.                           | 05.09.2021                   | Serravalle                   | San Marino                   |                              | 7:1                          | el. MŚ 2022                  |
| 2.                           | 16.06.2023                   | Warszawa                     | Niemcy                       |                              | 1:0                          | towarzyski                   |
| 3.                           | 12.10.2023                   | Thorshavn                    | Wyspy Owcze                  |                              | 2:0                          | el. ME 2024                  |
| 4.                           | 15.10.2023                   | Warszawa                     | Mołdawia                     |                              | 1:1                          | el. ME 2024                  |
| 5.                           | 17.11.2023                   | Warszawa                     | Czechy                       |                              | 1:1                          | el. ME 2024                  |
| 6.                           | 21.11.2023                   | Warszawa                     | Łotwa                        |                              | 2:0                          | towarzyski                   |
| 7.                           | 21.03.2024                   | Warszawa                     | Estonia                      |                              | 5:1                          | el. ME 2024 Baraże półfinał  |
| 8.                           | 26.03.2024                   | Cardiff                      | Walia                        |                              | 0:0 (k. 5:4)                 | el. ME 2024 Baraże finał     |
| 9.                           | 10.06.2024                   | Warszawa                     | Turcja                       |                              | 2:1                          | towarzyski                   |
| 10.                          | 16.06.2024                   | Hamburg                      | Holandia                     |                              | 1:2                          | ME 2024                      |
| 11.                          | 21.06.2024                   | Berlin                       | Austria                      |                              | 1:3                          | ME 2024                      |
| 12.                          | 05.09.2024                   | Glasgow                      | Szkocja                      |                              | 3:2                          | LN 2024/2025                 |
| 13.                          | 08.09.2024                   | Osijek                       | Chorwacja                    |                              | 0:1                          | LN 2024/2025                 |
| 14.                          | 18.11.2024                   | Warszawa                     | Szkocja                      |                              | 1:2                          | LN 2024/2025                 |
| 15.                          | 24.03.2025                   | Warszawa                     | Malta                        |                              | 2:0                          | el. MŚ 2026                  |
| 16.                          | 06.06.2025                   | Chorzów                      | Mołdawia                     | Gol                          | 2:0                          | towarzyski                   |
| 17.                          | 10.06.2025                   | Helsinki                     | Finlandia                    |                              | 1:2                          | el. MŚ 2026                  |

## Sukcesy

### Legia Warszawa
- Mistrzostwo Polski: 2019/2020[16], 2020/2021[17]
- Puchar Polski: 2022/2023[18]
- Superpuchar Polski: 2023[19]